# Sion High School
Sion High School je střední škola v Hradci Králové. Jedná se o školu nestátní, jejím zřizovatelem je KC Sion. Zástupcem zřizovatele je B.Th. Denis Doksanský, který je zároveň i ředitelem KC Sion. Na škole lze studovat velké množství jazyků, především angličtinu, němčinu a španělštinu. V rámci volitelných předmětů lze studovat i italštinu či polštinu. Součástí studia je i povinný předmět Biblická a etická výchova. Škola udržuje dlouhodobě vztahy se školami ze zahraničí. Důležitá je partnerská spolupráce se školami v Izraeli. 

## Zaměření školy a její obory
- Pedagogická škola, J. A. Komenského
  - Pedagogické lyceum
  - Předškolní a mimoškolní pedagogika (denní i dálková forma)
- Střední sportovní škola
  - Gymnázium se sportovním zaměřením
  - Pedagogické lyceum se zaměřením na tělesnou výchovu a sport
- Gymnázium[2]